# 尚萨克
尚萨克（法語：Champsac，法語發音：[ʃɑ̃sak]）是法国新阿基坦大区上维埃纳省的一个市镇，属于罗什舒阿尔区。

## 地理
尚萨克（45°42'10"N, 0°57'25"E）面积23.94 平方千米，位于法国新阿基坦大区上维埃纳省，该省份为法国中西部省份，北起顺时针与安德尔省、克勒兹省、科雷兹省、多爾多涅省、夏朗德省和维埃纳省接壤。
与尚萨克接壤的市镇（或旧市镇、城区）包括：戈尔、沙吕、帕雅斯、尚帕尼亚克-拉里维耶尔、戈尔河畔圣洛朗。

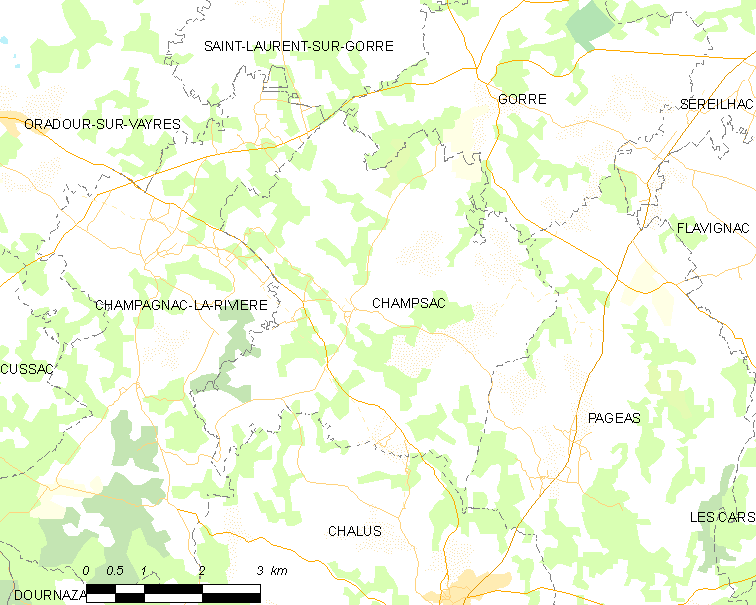
尚萨克的OSM定位图

尚萨克的时区为UTC+01:00、UTC+02:00（夏令时）。

## 行政
尚萨克的邮政编码为87230，INSEE市镇编码为87036。

## 政治
尚萨克所属的省级选区为罗什舒阿尔县。

## 人口

1962-2008年间尚萨克人口变化图示

尚萨克于2022年1月1日时的人口数量为688人。